# 日本大衆党
日本大衆党（にほんたいしゅうとう）は、昭和初期の日本の無産政党。
1928年（昭和3年）12月、日本農民党（平野力三）、日本労農党（三輪寿壮）、無産大衆党（鈴木茂三郎）の他、九州民憲党や中部民衆党など地方無産政党が合併して発足。高野岩三郎を委員長に、平野力三を書記長に選んだ。浅沼稲次郎や加藤勘十も参加。しかし党の主導権を巡る内紛が絶えず、左派の福田狂二が右派幹部の腐敗を攻撃する「清党運動」として表面化。
1929年（昭和4年）5月16日には左派の鈴木と右派の平野ら幹部5人を党の統制を紊乱したとして除名さらに5月21日に10人を除名処分した。同年12月15日の党大会で麻生久を執行委員長としたが、1930年（昭和5年）7月、全国民衆党、無産政党戦線統一全国協議会と合同して全国大衆党となった。